# Borowa (Długołęka)
Borowa  (deutsch Bohrau) ist ein Dorf in der Landgemeinde Długołęka im Powiat Wrocławski in der Woiwodschaft Niederschlesien in Polen.

## Sehenswürdigkeiten
- Die katholische Pfarrkirche St. Maria Königin Polens (kościół parafialny Matki Bożej Królowej Polski) wurde 1771 erbaut. Der neuromanische Turm wurde 1865 errichtet. Sie enthält ein Marmorepitaph für General Graf Christoph von Schwerin († 1757) von dem in Dresden tätigen Bildhauer Michel Victor Acier. Das Epitaph ist ein Geschenk des preußischen Königs Friedrich II. An der Außenwand befindet sich ein Rokoko-Epitaph für Johann Christoph Weltz († 1766).
- Das ehemalige Schloss Bohrau wurde wahrscheinlich Ende des 18. Jahrhunderts für die Grafen von Schwerin erbaut und Anfang des 20. Jahrhunderts im Jugendstil umgebaut und erweitert. Nach 1945 und dem Übergang an Polen wurde es zunächst als Schulgebäude genutzt. 2009 wurde es zu einem Hotel umgebaut.

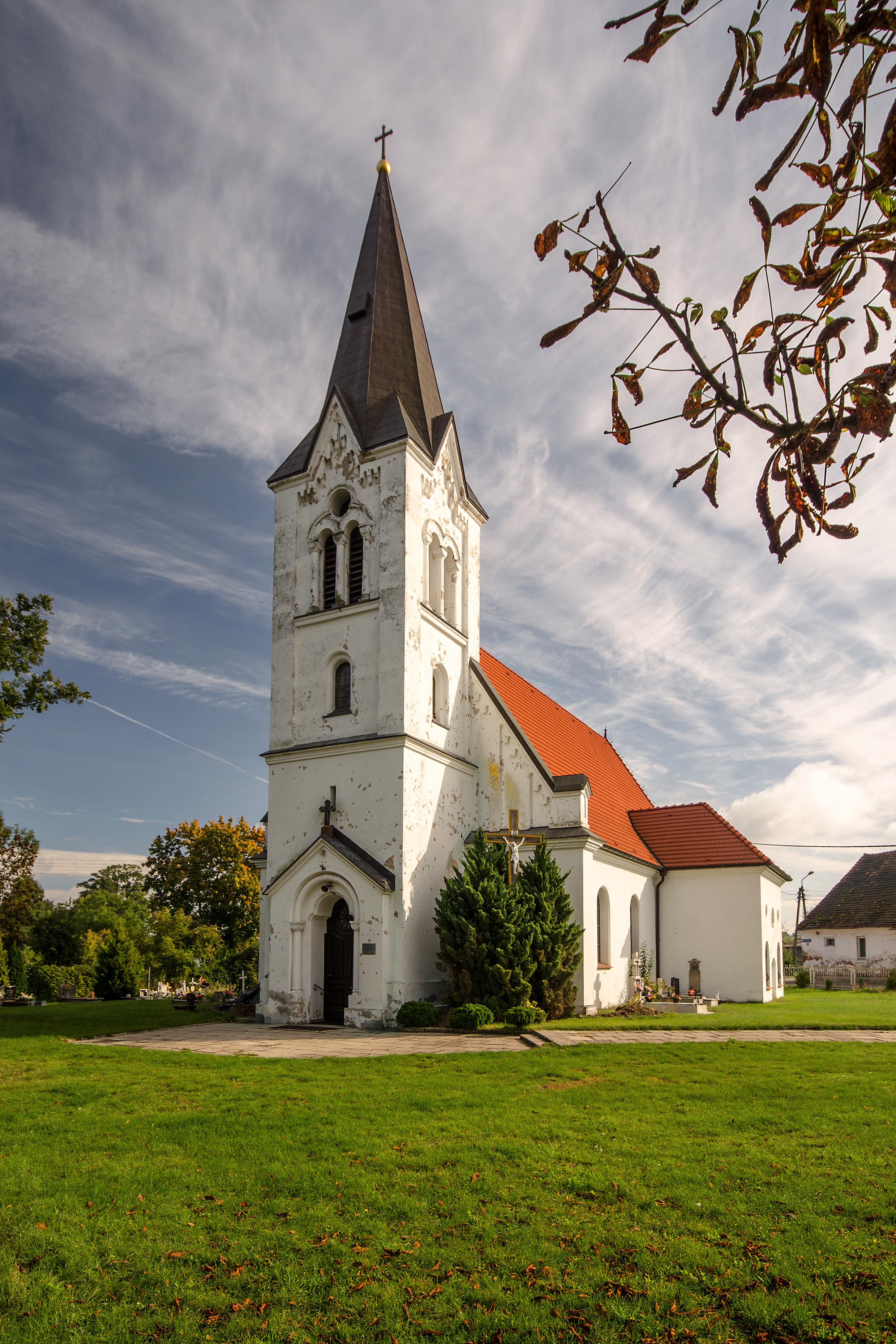
St. Maria, Königin Polens
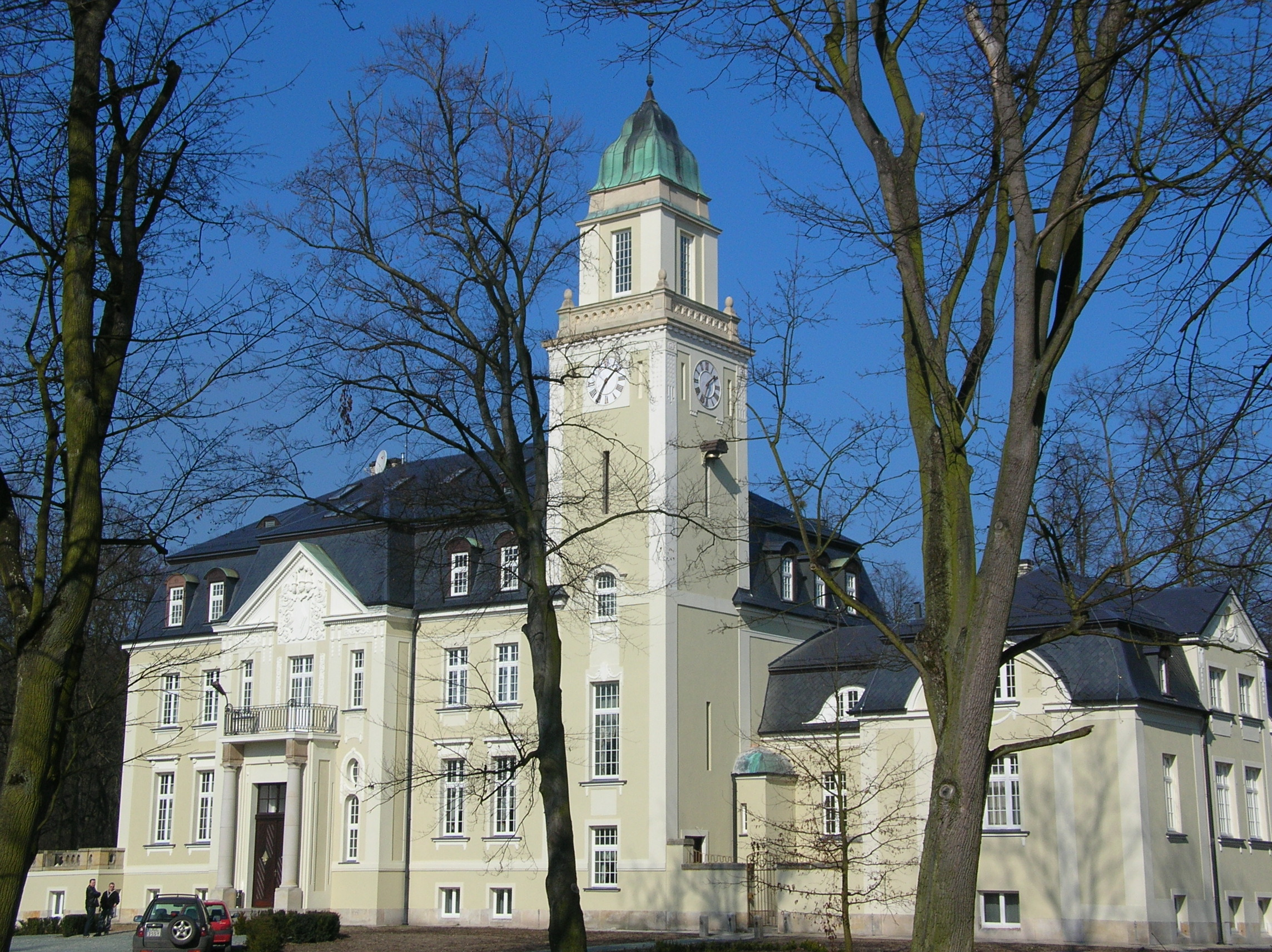
Das Schloss der Grafen von Schwerin
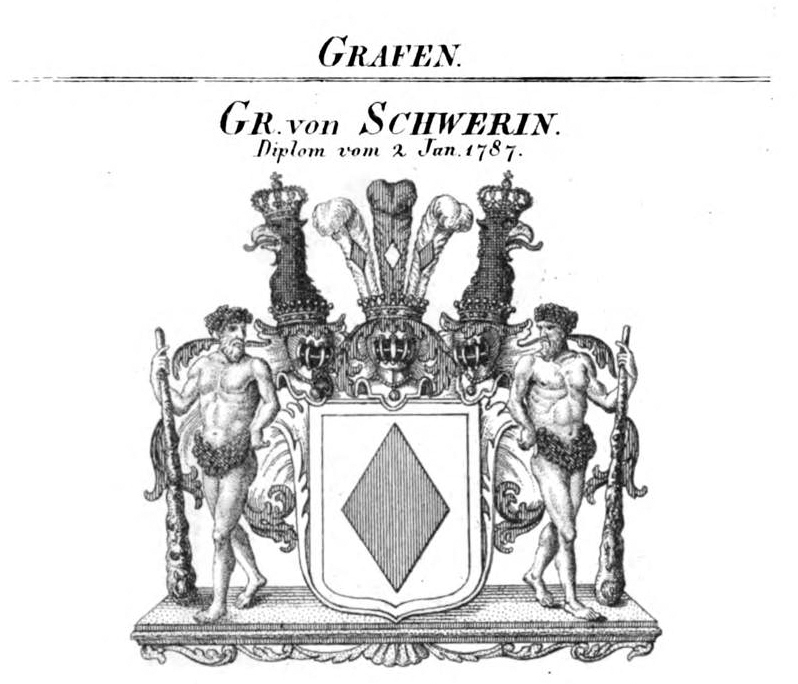
Wappen der Grafen von Schwerin